# Demián Bichir
Demián Bichir Nájera (ur. 1 sierpnia 1963 w Meksyku) – meksykański aktor filmowy i telewizyjny.

## Życiorys
Urodził się w Meksyku jako jeden z trzech synów aktorki Maríi de la Cruz Nájery i aktora / reżysera teatralnego Alejandro Bichira. Jego dwaj bracia – Odiseo (ur. 3 maja 1960) i Bruno (ur. 6 października 1967) – są także aktorami. Studiował aktorstwo w Lee Strasberg Theatre and Film Institute.
Mając czternaście lat zagrał w  telenoweli Televisi Rina (1977). Następnie otrzymywał role w produkcjach meksykańskich, hiszpańskich i amerykańskich. Za rolę Mauricio, przyjaciela dzieciaka ulicy El Boya w dramacie Wszystkie drogi (Hasta morir, 1994) odebrał nagrodę meksykańską Srebrnego Ariela.
Kreacja szalonego i mającego problemy ze skorumpowaną policją boksera Manny’ego Chavesa, o którego duszę walczą Niebo i Piekło w komedii Boskie jak diabli (Sin noticias de Dios, 2001) z Victorią Abril, Penélope Cruz, Fanny Ardant, Gaelem Garcíą Bernalem i swoim młodszym bratem Bruno, przyniosła mu nagrodę MTV Movie.

## Życie prywatne
Był żonaty z piosenkarką Lisset Gutiérrez.

## Filmografia

### Telenowele

#### TV Azteca
- 1996: Nada personal jako komendant Alfonso Carbajal
- 1998: Demasiado Corazón jako komendant Alfonso Carbajal
- 2005: La otra mitad del sol jako Felipe Saenz

#### Produkcje TV
- 1977: Rina jako Juanito
- 1982: Vivir enamorada jako Nacho
- 1983: Cuando los hijos se van jako Ricardo
- 1984: Los años felices jako Tomas
- 1984: Guadalupe
- 1988: El rincón de los prodigios
- 1996: Lazos de Amor jako Valente Segura
- 2008: Trawka (Weeds) jako Tijuana mayor Esteban Reyes

### Filmy fabularne
- 1986: Astucia
- 1987: Hotel Colonial jako młody hotelowy urzędnik
- 1988: The Penitent jako Roberto
- 1988: Carmen Vampira
- 1989: Rojo amanecer jako Jorge
- 1992: Marea suave
- 1993: La vida conyugal jako Gaspar
- 1993: Mirosława (Miroslava) jako Ricardo
- 1994: Hasta morir jako Mauricio
- 1994: Pruebas de amor
- 1994: Ya la hicimos
- 1995: Po śmierci o nas zapomną (Nadie hablará de nosotras cuando hayamos muerto) jako Omar
- 1995: Cilantro y perejil jako Carlos Rodríguez
- 1996: Salón México jako Inspektor Casteléon
- 1996: Solo jako Rio
- 1997: Perdita Durango jako Catalina
- 1998: Luces de la noche
- 1998: Demasiado corazón
- 1999: Seks, wstyd i łzy (Sexo, pudor y lágrimas) jako Tomás
- 1999: Todo el poder jako Gabriel
- 1999: Ave Maria jako Daniel
- 1999: Santitos jako Cacomixtle
- 2000: La toma de la embajada jako Rosemberg Pabón, 'Comandante Uno'
- 2000: El silencio del tiempo
- 2001: Boskie jak diabli (Sin noticias de Dios) jako Manny
- 2002: Heartbreak Hospital jako Tonio
- 2002: Ciudades oscuras jako Mario
- 2004: Hypnos (Hipnos) jako Miguel
- 2004: Noche en Lima
- 2007: El marlboro y el cucú jako Everardo „El Malboro” Sánchez
- 2008: Che. Rewolucja (Che: Part One) jako Fidel Castro
- 2008: Che. Boliwia (Che: Part Two) jako Fidel Castro
- 2011: Lepsze życie (A Better Life) jako Carlos Galindo
- 2013: Gorący towar (The Heat) jako Hale
- 2015: Nienawistna ósemka (Hatefull eight) jako Bob
- 2017: Obcy: Przymierze jako Dan Lopé
- 2018: Zakonnica jako ojciec Burke
- 2021: Godzilla vs. Kong (Godzilla vs. Kong) jako Walter Simmons

### Filmy TV
- 1983: Choices of the Heart jako Armando
- 2001: Czas motyli (In the Time of the Butterflies) jako Manuel 'Manolo' Tavárez Justo
- 2004: Zapata (Zapata: Amor en rebeldía) jako Emiliano Zapata

### Filmy krótkometrażowe
- 1998: Cruz
- 2000: Cerebro